# سونيك جينيريشنز
سونيك جينيريشنز (بالإنجليزية: Sonic Generations ‎؛ باليابانية: ソニック ジェネレーションズ)، هي لعبة فيديو من نوع منصات، من تطوير سونيك تيم صدرت اللعبة في 3 نوفمبر 2011. تعمل اللعبة لأنظمة بلاي ستيشن 3، إكس بوكس 360، مايكروسوفت ويندوز، نينتندو 3دي أس. وفي ذلك الحين كانت سيجا تحتفل بمرور 20 عامًا على إطلاق سلسلة ألعاب سونيك.
تم إصدار نسخة محسنة من لعبة "سونيك إكس شادو جينيريشنز" التي تحتوي على لعبة جانبية جديدة بطلها شادو، بعنوان "سونيك إكس شادو جينيريشنز"، في 25 أكتوبر 2024 على منصات "نينتندو سويتش"، "بلايستيشن 4"، "بلايستيشن 5"، "ويندوز"، "إكس بوكس ون"، و"إكس بوكس سيريس إكس/إس .

## قصة اللعبة
يتم طرح عالم سونيك في حالة من الفوضى عندما تدخل قوة جديدة غامضة حيز النفاذ، وخلق «ثقوب زمنية» تأخذ سونيك وأصدقائه في الوقت المناسب. في حين هناك، سونيك يدير بعض الشخصيات مألوفة جدا من ماضيه بما في ذلك نسخة الأصغر من نفسه! الآن يجب أن فريق حتى لهزيمة أعدائهم، إنقاذ أصدقائهم، ومعرفة من وراء وراء هذا العمل الشيطاني.

## وصلات خارجية
- سونيك جينيريشنز على موقع IMDb (الإنجليزية)
- الموقع الرسمي
- الموقع الرسمي

1. ↑  Humble Store (بالإنجليزية), QID:Q42328566
2. ↑  "All PS Now games A-Z" (بالإنجليزية). Archived from the original on 2021-07-03. Retrieved 2021-07-05.